# Biacumontia cornuta
Biacumontia cornuta is een hooiwagen uit de familie Triaenonychidae. De wetenschappelijke naam van Biacumontia cornuta gaat terug op Lawrence.